# 馬場祐平
馬場 祐平（ばば ゆうへい、1983年12月 - ）は、東京都出身の企業家、教育者。
大学受験予備校「道塾」、「センセイプレイス」創業者。

## 経歴
東京都出身。私立中学校、公立高校を共に中退。
大学入学資格検定（現：高卒認定試験）を経て、独学で早稲田大学政治経済学部卒業。
早稲田大学在学中、自らの体験を踏まえた独学受験法をインターネット掲示板に投稿し話題となる。
2007年、電話とメールで勉強法を指導する受験塾「道塾」（後に「道伴舎」と改称)を設立。
2015年、「センセイプレイス株式会社」を共同設立。

## 著書
- 『受験はゲーム!「道塾式」劇的合格法』（光文社、2009年）
- 『学欲』（2012年、電子書籍Kindle版）
- 『独学宣言』（2013年、電子書籍Kindle版）